# Lohmühle (Wüstung, Haag)
Die Lohmühle ist eine Wüstung auf dem Gebiet des Geiselwinder Ortsteils Haag im unterfränkischen Landkreis Kitzingen. Die Mühle wurde wahrscheinlich im 17. Jahrhundert verlassen.

## Geografische Lage
Die Wüstung befindet sich nordöstlich von Haag am Schwarzbachzufluss Schwarzbrunnenbach. Ganz in der Nähe ist heute eine weitere, unbenannte Mühle zu finden. Heute verläuft die Staatsstraße 2257 an der Wüstungsstelle vorbei. Nördlich ist die Flurlage Geiselwinder Weg und der Lochgrund zu finden. Nordöstlich erhebt sich der Bucher Berg. Östlich beginnt das Haager Gemeindeholz an der heutigen Grenze zum Regierungsbezirk Mittelfranken.

## Geschichte
Erstmals erwähnt wurde die Haager Lohmühle im Jahr 1625. Damals war sie Teil des Klosteramtes Ebrach der Zisterziensermönche. Unter dem Eintrag zu Haag findet sich Peter Hilpert, der von „der mühlen sowie von der Lohmühlen“ zinste. Zur Mühle gehörten zwei unbenannte Seen, die noch heute bestehen. Zwischen 1646 und 1661 zinste zunächst Walther und dann wohl sein Sohn Bastian Schmidt von der Mühle. Wahrscheinlich wurde die Anlage noch im 17. Jahrhundert aufgegeben.